# Christian Laura
Christian Laura Senaga (Lima, Provincia de Lima, Perú, 13 de febrero de 1988) es un futbolista peruano que juega como lateral derecho y actualmente está sin equipo. Tiene 37 años.

## Selección nacional
Ha sido internacional con la selección de fútbol del Perú en diversas categorías. En menores, disputó el Mundial Sub-17 Perú 2005 y el Campeonato Sudamericano Sub-20 de 2007. 

## Clubes
| Club                 | País | Año         |
| -------------------- | ---- | ----------- |
| Sporting Cristal     | Perú | 2005-2007   |
| Atlético Minero      | Perú | 2007        |
| Sport Áncash         | Perú | 2009-2010   |
| Alianza Atlético     | Perú | 2011        |
| Sport Áncash         | Perú | 2011        |
| Alfonso Ugarte       | Perú | 2012-2013   |
| Deportivo Coopsol    | Perú | 2014-2015   |
| Comerciantes Unidos  | Perú | 2016 - 2017 |
| Deportivo Binacional | Perú | 2018        |
| Ayacucho FC          | Perú | 2019        |
| Deportivo Coopsol    | Perú | 2020 - 2021 |
| Alianza Universidad  | Perú | 2022 - 2023 |